# Elin Lauritzen
Elin Maria Lauritzen, född Paues 11 juli 1916 i Rio de Janeiro, Brasilien, död 17 september 2006, var en svensk advokat.

## Biografi
Lauritzen var dotter till envoyén Johan T Paues och Kari, född Falster samt syster till Johan W Paues och Nils Paues. Hon tog studentexamen i Stockholm 1935 och tog juris kandidatexamen i Stockholm 1940. Lauritzen genomförde tingstjänstgöring i Kalix domsaga samt vid Stockholms rådhusrätt 1940–1944. Hon var amanuens vid pensionsstyrelsen 1944 samt biträdande jurist vid advokaterna Mathilda Staël von Holstein, Valborg Lundgren och Eva Andén 1945–1953. Lauritzen hade egen advokatverksamhet från 1953 fram till 1998. Lauritzen var under många år en av Sveriges främsta familjerättsadvokater.
Hon var sekreterare i Fredrika-Bremer-Förbundet 1946–1947, styrelseledamot 1949, vice ordförande 1957–1958 och ordförande 1958–1959. Lauritzen var styrelseledamot i Sveriges advokatsamfunds Stockholmsavdelning 1958–1962 och i Sveriges advokatsamfund 1964–1966. Hon blev ledamot av Sveriges advokatsamfund 1949.
Lauritzen gifte sig 1938 med civilingenjören Folke Lauritzen (1911–1988). Hon var mor till Eva (född 1940), Viveka (född 1944) och Inger (född 1948). Lauritzen avled 2006 och gravsattes på Djursholms begravningsplats.

## Utmärkelser
- Ledamot av Vasaorden[3]

[Redigera Wikidata]